# Габуевы
Габу́евы (осет. Габутæ) — осетинский род.

## Происхождение рода
Версий происхождения рода несколько. В настоящее время основной версией является то, что род Габуевых произошёл от Кусагона, сына легендарного правителя аланского царства Ос-Багатара (1291—1306).
Нет единства взглядов и относительно первого аула, в котором жили Габуевы. Среди самих Габуевых доминирует точка зрения, согласно которой первым аулом, в котором жил их далёкий предок, был Дагом. Хорошо сохранилась фамильная башня их предков.
У родоначальника западной ветви рода Габуевых, Мыси, в Дагоме остались родители и младшие братья — Цара и Цагол. Их относительно спокойная жизнь нарушилась после того, как Мыси убил сына кабардинского князя. Он вынужден был бежать. Карасе Цагараев помог беглецу и переправил его через перевал в Камунту. Здесь Мыси назвался Цагараевым Габу Биевичем. На ныхасе ему разрешили построить дом в Камунте. В Уаллагкоме Мыси пользовался уважением — у него были золотые руки, а ещё он был весёлого нрава, красиво танцевал, пел, играл на кисын фандыре. Ни одна свадьба, ни один кувд не обходились без него. Рассказывали, что старики вставали с мест, чтобы посмотреть, как танцует Мыси-Габу. Из-за музыкальных данных Мыси, его потомков стали называть танцорами и певцами.
Сюжеты родословной Габуевых сохранили историю о том, как они породнились с Цагараевыми. Мыси Габуев, убив княжеского сына Тасолтана, вынужден был с братом Василием бежать от кровников в Верхний Згид. Он расправился с княжичем за то, что тот из озорства убил его охотничью рысь. Мыси посчитал себя оскорблённым и решил смыть позор, как это было принято в те времена. Габуев стал побратимом Карасе Цагараева, а Василий — фамилии Томаевых, которые жили с Цагараевыми по соседству. Приняв фамилии своих побратимов, братья остались жить в Верхнем Згиде. Мыси поменял не только фамилию, но и имя. Теперь его стали называть Габу.
В архиве обнаружен документ, в котором переписаны все Габуевы, жившие в Алагирском обществе. На полях этого документа приписано другими чернилами: «Хорошей фамилии, род весьма уважаем». Ниже — подпись должностного лица.
В Дагоме, самом красивом и крупном поселении Уалладжира, жили потомки царевича Кусагона: Габуевы, Караевы, Кулаевы и Себетовы. Несколько семей переехали в Грузию, поселились в одном селе, обустроились и назвали его Габутикау (с. Габуевых). В конце XIX — начале XX века несколько семей из этого села вернулись в Осетию.

## Генеалогия
Арвадалта
Родственные отношения (æрвадæлтæ) поддерживают с Караевыми, Себетовыми, Кулаевыми и Цалиевыми.

## Памятники архитектуры
Родовая сторожевая башня Габуевых времён средневековья в с. Дагом объявлена памятником архитектуры и является объектом культурного наследия. В селении Барзикау сохранилось фамильное надгробие-часовня Габуевых.
Также именем одного из Габуевых названа горная вершина (пик Габуева Махара). Её высота составляет 4160 метров над уровнем моря.

## Известные представители
- Азамат Борисович Габуев (1985) — российский писатель, юрист.
- Александр Тамерланович Габуев (1985) — учёный-китаист, политолог, журналист.
- Алина Валерьевна Габуева (1998) — российская журналистка и телеведущая.
- Спартак Александрович Габуев (1947) ― ведущий архитектор РСО-Алания, член СА России, лауреат премии Мисоста Камбердиева.
- Тамерлан Александрович Габуев (1956) — археолог, кандидат исторических наук.